# 하면발효맥주

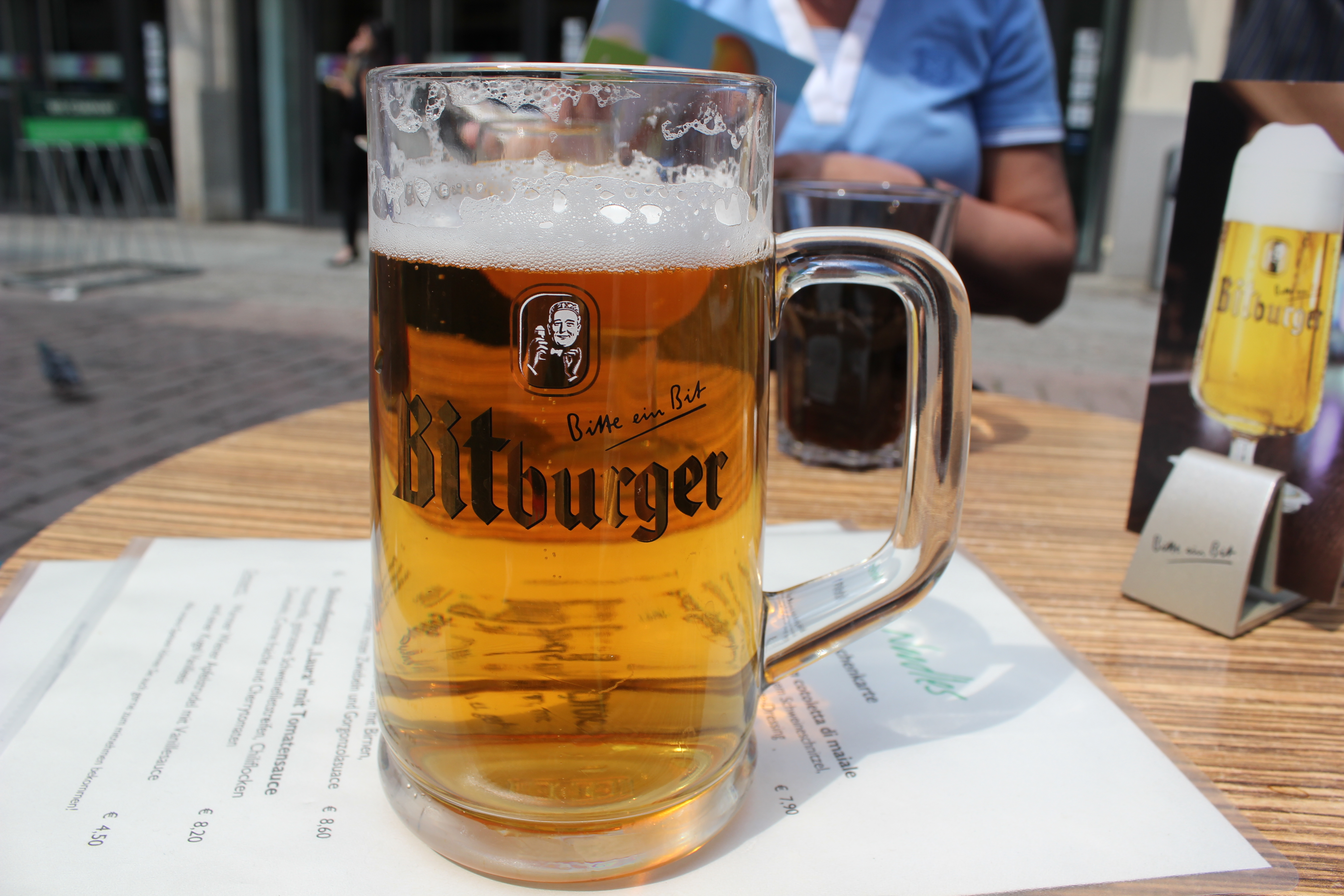

하면발효맥주(下面醱酵麥酒, 영어: lager 라거[*])는 하면발효로 양조 되는 맥주다. "라거"라는 용어는 방식을 표시하는 콜드 컨디셔닝 프로세스를 설명하는 동사로 사용할수도 있다. 라거 유형에 맞는 수십 가지의 맥주 방식이 있으며, 색상의 농도에 따라 넓게 분류된다 (가장 밝은 색상부터 가장 어두운 색상까지). 옅고, 황금색이며, 호박색이거나, 어두운색이다.
잘 알려진 브랜드로는 필스너 우르켈, 밀러, 스텔라 아르투아, 벡스, 브라흐마, 부데요비츠키 부드바르, 코로나, 스노우, 칭다오, 싱하, 키린, 하이네켄, 카를링, 포스터, 칼스버그와 웰파크가 있다.